# Пирсон, Пленетт
Пленетт Мишель Пирсон (англ. Plenette Michelle Pierson; род. 31 августа 1981 года в Хьюстоне, штат Техас, США) — американская профессиональная баскетболистка, выступавшая в женской национальной баскетбольной ассоциации. Была выбрана на драфте ВНБА 2003 года в первом раунде под общим четвёртым номером клубом «Финикс Меркури». Играла на позиции тяжёлого форварда и центровой.

## Ранние годы
Пленетт родилась 31 августа 1981 года в городе Хьюстон (штат Техас), дочь Полетт Пирсон, у неё есть младший брат, Клевен, а училась она там же в средней школе Кингвуд, в которой выступала за местную баскетбольную команду.